# Mihai Racoviță

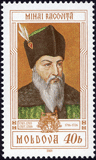
Mihai Racoviță

Mihai Racoviță († 1744) war vom September 1703 bis zum 23. Februar 1705, vom 31. Juli 1707 bis zum 28. Oktober 1709, vom 5. Januar 1716 bis zum Oktober 1726 und schließlich in den Jahren 1741 bis 1744 Herrscher der Moldau. Zwischen seiner dritten und vierten Regierungszeit hatte er zweimal auch die Herrschaft im anderen Donaufürstentum, der Walachei, inne. Durch seine Mutter war er mit der Phanariotenfamilie Cantacuzino verwandt und ehelichte eine Tochter des moldauischen Fürsten Constantin Cantemir.
Innenpolitisch hatte Racoviță bald mit den rivalisierenden Bojarenparteien zu kämpfen, von außen drohte die Gefahr mehrerer Thronanwärter. Die von ihm benötigten Geldmittel holte er sich über immer neue Abgaben und Steuern und eine ständige Anhebung der alten. 1705 folgte ihm schließlich Antioh Cantemir. Während Mihai Racovițăs zweiter Herrschaft erfuhr die Hohe Pforte von Kontakten des Fürsten zu Peter I. von Russland. Er wurde daraufhin seiner Funktion enthoben und sofort nach Istanbul verbannt. Sein Nachfolger hieß Nicolae Mavrocordat.
Wegen der Meinung der Türken, Racoviță sei anti-österreichisch eingestellt, gelangte er im österreichisch-türkischen Krieg von 1716/18 wieder an die Spitze des Staates. Bei Iași wurden mit Hilfe der Tataren die Österreicher besiegt, ihr General Ferentz wurde enthauptet (woran heute noch das Ferentzkreuz erinnert). Ebenso fanden viele Moldauer, die mit den Kaiserlichen paktierten, den Tod. Auf Wunsch der Türken sollte Racoviță in weiterer Folge nach Siebenbürgen vorrücken, um dort den Aufstand des Fürsten Rákóczi gegen die Wiener Zentralmacht zu unterstützen. Die moldauischen Heerscharen kamen aber nur bis Bistrița. Dort war der Widerstand so groß, dass man sich wieder jenseits der Ostkarpaten zurückzog.
Da Mihai Racoviță die Tataren nicht bezahlen konnte, gestattete er ihnen, die Besitzungen der Bojaren zu plündern. Eine weitere Katastrophe stellte der Einmarsch ungarischer Truppen unter General Esterházy dar, die magyarischen Heerscharen verwüsteten das Land nachhaltig. Mihai Racoviță ging unterdessen jeglicher direkten Konfrontation mit Esterházy aus dem Weg, peinigte hingegen die autochthone Bevölkerung immer mehr mit Abgaben. Sein Hof war zu jener Zeit von zahlreichen Griechen und Osmanen bevölkert, die sich Seite an Seite mit Mihai Racoviță bereicherten.
Mihai Racovițăs Kampf mit Nicolae Mavrocordat um den walachischen Thron ging zuletzt zugunsten Mavrocordats aus. Mihai Racoviță unterlag, wurde auch in der Moldau abgesetzt (Nachfolger: Grigore II. Ghica) und landete sogar im Gefängnis. Erst 1730 konnte er die Herrschaft in Bukarest antreten. Aber schon im darauffolgenden Jahr verlor er wieder die Macht in der Walachei. Als mit Abstand schlechteste Herrschaft galt jene von 1741 bis 1744, als er ähnlich den phanariotischen Herrschern (die ja ethnische Griechen, Albaner etc., aber keine Rumänen waren) nur noch auf persönliche Bereicherung bedacht war, sodass das Bild der rumänischen Historiker von diesem Herrscher ein denkbar negatives ist.